# Henkelotherium
Henkelotherium — вимерлий рід дріолестіданових ссавців з пізньої юрського періоду (Кіммерідж) Камадас-де-Гімарота в Португалії. На відміну від багатьох інших ссавців юрського періоду, він відомий за майже повним скелетом, і вважається, що він вів деревний спосіб життя.

## Палеобіологія
Примітивні особливості Henkelotherium (наприклад, асиметричні виростки стегнової кістки) вказують на те, що цей вид мав спосіб пересування, подібний до землерийок і опосумів. Невеликий розмір Henkelotherium і подовжений хвіст зробили його придатним до деревного способу життя, ідея підтверджується палеоекологічною реконструкцією екосистеми Гімарота, яка вказує на середовище з густою рослинністю.

## Таксономія
У кладистичних аналізах Henkelotherium вважався тісно пов’язаним з Dryolestidae, або як частина цієї групи, або як близькоспоріднений, але поміщений за межі.